# Daylight
Daylight — видеоигра в жанре Survival horror. Разработчик и издатель игры Zombie Studios. Это первая игра, созданная на графическом движке Unreal Engine 4. Впервые геймплей игры был показан на Penny Arcade Expo 2013. 6 июня вышел трейлер PS4-версии игры.

## Об игре
Особенностью игры является то, что каждый раз генерируются разные уровни. Каждый новый раз, когда игрок будет играть в игру на новом уровне, главным героем будет девушка по имени Сара. Из-за плохого качества генов от матери, она страдает провалами памяти, почему и происходят видения чудовищ и призраков.
Единственный источник света для героини в заброшенном здании — мобильный телефон, в который встроен фонарик, он помогает проходить между комнатами своим светом, но иногда в телефон вселяются призраки и он начинает играть звуковые и видеофайлы о жизни героини, а когда приближаются призраки, начинает то отключаться, то включаться. Убить призраков нельзя, только убежать или отпугнуть их фальшфейерами. Для ориентирования в здании используется компас, который встроен в мобильный телефон. Также в телефоне есть ультрафиолетовая лампа, с помощью которой можно читать послания, написанные на стенах. Прочесть их позволяют и люминесцентные палочки. На стенах можно прочитать разные истории психбольницы и найти путь, как выбраться из здания.
Игра задумана так, что к ней будут возвращаться играть снова и снова, потому что каждый раз будут новые уровни, история, разбросанные по зданию улики и документы.

## Сюжет
Девушка по имени Сара просыпается в заброшенной полуразрушенной психбольнице и не может вспомнить, как она там оказалась. Психбольница славится своей историей: в ней на протяжении многих лет проводили жестокие эксперименты над людьми. Теперь души убитых скитаются по всей больнице.

## Рецензии и награды
| Сводный рейтинг       | Сводный рейтинг            |
| Агрегатор             | Оценка                     |
| --------------------- | -------------------------- |
| GameRankings          | (PC) 50,90 % (PS4) 47,00 % |
| Metacritic            | (PC) 51/100 (PS4) 48/100   |
| Иноязычные издания    |                            |
| Издание               | Оценка                     |
| Destructoid           | (PC) 4/10                  |
| Edge                  | (PC) 3/10                  |
| Eurogamer             | (PC) 7/10                  |
| GameSpot              | (PC) 3/10                  |
| GamesRadar+           | (PC)                       |
| GameTrailers          | (PC) 7,4/10 (PS4) 7,4/10   |
| GameZone              | 3/10                       |
| IGN                   | (PC) 5,8/10 (PS4) 5,8/10   |
| Polygon               | (PC) 5/10                  |
| Forbes                | (PC) 4/10                  |
| Hardcore Gamer        | (PC)                       |
| Metro                 | (PS4) 3/10                 |
| NowGamer              | (PS4) 3/10                 |
| Push Square           | (PS4) 2/10                 |
| VentureBeat           | (PS4) 60/100               |
| Русскоязычные издания |                            |
| Издание               | Оценка                     |
| PlayGround.ru         | 4/10                       |
| Riot Pixels           | 40 %                       |

Игра Daylight получила преимущественно отрицательные оценки игровых ресурсов. Версия для PC получила оценку в 50,90 % на GameRankings и 51 баллов из 100 возможных на Metacritic. Версия для PlayStation 4 получила оценку в 47,00 % на GameRankings и 48 баллов из 100 возможных на Metacritic.

## Продажи
Летом 2018 года, благодаря уязвимости в защите Steam Web API, стало известно, что точное количество пользователей сервиса Steam, которые играли в игру хотя бы один раз, составляет 77 822 человек.